# Tajemnica lorda Singelworth
Tajemnica lorda Singelworth – nowela Cypriana Kamila Norwida z 1883 stanowiąca czwartą część Tetralogii epickiej.

## O utworze
Na miejsce akcji utworu wybrał Norwid Wenecję, w której przebywał w latach 1843 i 1844, i do której dwukrotnie już powracał w swoich utworach: w 1850 we wspomnieniu Menego i w latach 70. we Wspomnieniach weneckich. Na wybór Wenecji wpłynął wątek związany z balonem, którego loty znad Lido podziwiał Norwid podczas swej bytności w tym mieście oraz wiadomość o tragedii rodziny Platerów, a mianowicie o śmierci młodziutkiej Jadwigi P., która utonęła na Lido. Autor odpowiednio przeinaczył nazwiska znanej sobie arystokracji i inteligencji weneckiej, zachowując jedynie prawdziwe nazwisko improwizatora ludowego Toniego di Bona Grazia. Do rysów regionalnych należą ponadto ruiny Hotelu pod Białym Lwem, popularna kwietniowa Regata, wieczorny spacer po Piazzetta i gondolierzy śpiewający Tassa.
Tajemnica, tak jak i pozostałe części tetralogii musiała powstać w pierwszym kwartale 1883, najprawdopodobniej jako trzecie, zamykające ogniwo trylogii włoskiej. Utwór ukazał się w 16 zeszycie Chimery w 1902.

## Treść

### I
Nie wiadomo czy rodzina lorda Singelworth należała do starych rodów ziemskich czy do przemysłowych, dość że lord miał apartament w każdym dużym mieście i że przed jego przybyciem zjawiali się tam jego majordomus i aeronauta ze sprzętem do latania balonem. Nie inaczej zdarzyło się w Wenecji w hotelu Pod Białym Lwem, skąd aeronautę ze sprzętem odesłano na Lido. Gdziekolwiek lord się pojawił w Kairze, Stambule, Moskwie, Wiedniu czy Paryżu wszędzie widziano lecącego balonem. W Paryżu jakiś felietonista domyślał się, że wycieczki lorda spowodowane są względem na higienę osobistą. W Odessie, tamtejszy gubernator, generał Kutasów, wysłał za lordem balon rządowy, ale niczego podejrzanego nie stwierdzono. Niemiecki profesor wyraził pogląd, że Singelworth zbiera dane meteorologiczne. W Wenecji tłumaczenia te stały się przedmiotem konferencji tamtejszego słynnego improwizatora Tony'ego di Bona Grazia. Artysta sprzeciwił się płaskiej teorii higienicznej. Człowiek, który każdego dnia wznosi się ponad wspaniałości Wenecji, musi przeżywać coś więcej. Lecz oto z balonu lorda spadła na Murano kartka czystego papieru i liczne nosy policyjne węszą, co by to miało znaczyć.

### II
W hotelu Lwa białego hrabia della Brenta spierał się z kawalerem di San Luca i D*** na temat prawdziwego znaczenia lotów lorda Singelwortha. Na koniec stanął zakład, którego zwycięzca miał popłynąć w dniu regaty pozłacaną łodzią. Chcąc rozstrzygnąć zakład delegacja na czele której stanął narrator udała się do lorda. Lord Singelworth nie przyznał racji żadnej ze stron sporu. Nie ujawnia swoich racji, bo ludzie na kontynencie mają zwyczaj śmiać się ze spraw, których nie rozumieją. Przyczyną jego codziennych lotów jest jego pojęcie czystości. Współczesność pojmuje ją jako zaprzeczenie nieczystości. Perfumy mają zabić przykry zapach. Miasta rosną na kloakach. Mają pod posadzkami trzęsawiska zgnilizny, z którą toczą każdego dnia walkę, wysyłając falangę czyścicieli. Ksantypa, która wylała na Sokratesa naczynie z uryną, nie odkupiłaby swego czynu wylewając na niego następnie perfumy. Zawiniła, gdyż uczyniła to z bardzo niskiego stanowiska. Dlatego lord protestuje i udaje się na wysokość, na której nieczystości wcale nie ma. Stamtąd można by wypróżnić naczynie z uryną bez żadnej obawy. Dlatego niesłusznie zarzuca mu się, że z jego balonu upadł nieczysty papier. Za wysoko wznosi się jego balon, by mogła go dotyczyć nieczystość. Czystość polega na stosownym podniesieniu się, podczas gdy nieczystość na poniżeniu siebie lub kogoś. Ludzie nie są jeszcze czyści... Są dopiero perfumowani!...